# Шкірятов Матвій Федорович
Матві́й Фе́дорович Шкіря́тов (3 (15) серпня 1883, село Вишняково Тульського повіту Тульської губернії, Російська імперія — 18 січня 1954, Москва, РРФСР) — радянський державний і партійний діяч, член Президії ЦК КПРС (1952—1953), голова Комітету партійного контролю при ЦК КПРС (1952—1954). Член Центральної контрольної комісії ВКП(б) (1922—1934). Член Комісії Партійного Контролю при ВКП(б) (1934—1939). Член ЦК ВКП(б) (1939—1954). Член ВЦВК і ЦВК СРСР, депутат Верховної Ради СРСР 1—3-го скликань. Депутат Верховної Ради УРСР 3-го скликання.

## Біографія
Походив із селян, закінчив трикласну сільську початкову школу.
Член РСДРП з 1906 року.
З 1906 по 1910 рік працював кравцем у Москві. Одночасно, з 1906 по 1909 рік — секретар Спілки робітників-кравців Москви.
Закінчив шестимісячні вечірні курси в Москві. Партійну роботу вів у Москві, Ростові-на-Дону, Тулі.
У 1909 році був заарештований, перебував у Московській в'язниці. У 1910 році знову заарештований і висланий в Ростові-на-Дону. З 1911 по 1914 рік — у політичному засланні у Вологодській губернії.
У 1914—1915 роках — робітник-кравець у Москві. У 1915 році заарештований і висланий в Тульську губернію.
У 1915 році мобілізований у російську армію, з 1915 по 1917 рік служив рядовим нестройової служби, вів революційну агітацію серед солдатів.
Після Лютневої революції 1917 року — член виконавчого комітету солдатської секції Московської ради і член бюро військових партійних організацій при Московському комітеті РСДРП(б).
З жовтня 1917 по травень 1918 року — член виконавчого комітету Тульської ради і Тульського військово-революційного комітету.
У серпні 1918 — грудні 1920 року — секретар ЦК Всеросійської профспілки швейників (робітників швейної промисловості), член Московського губернського і міського комітетів РКП(б). Одночасно, у серпні — грудні 1920 року — член колегії Головного управління швейної промисловості «Головодяг» ВРНГ РРФСР.
У 1920—1923 роках — голова Московського губернського відділу профспілки швейників.
З 1921 року — член комісії ЦК РКП(б) з перевірки й очищення рядів партії. З 1923 по 1934 рік — член Президії і секретар Центральної Контрольної Комісії ВКП(б).
У 1927 — лютому 1934 року — член колегії і завдувач організаційно-інструкторського відділу народного комісаріату Робітничо-селянської інспекції СРСР.
У лютому 1934 — червні 1939 року — секретар Партійної колегії Комісії партійного контролю при ВКП(б). Був одним з головних організаторів масових партійних чисток.
У червні 1939 — жовтні 1952 року — заступник голови Комісії партійного контролю при ВКП(б), заступник голови Партійної колегії Комісії партійного контролю при ВКП(б).
Одночасно з червня 1948 по січень 1954 року — голова Комісії з призначення персональних пенсій при Раді міністрів СРСР.
У жовтні 1952 — 18 січня 1954 року — голова Комітету партійного контролю при ЦК КПРС.
Помер у Москві. Урна з прахом похована у Кремлівській стіні.
Ім'я Шкірятова носив Ясногірський район у 1954—1957 роках. Після засудження діяльності Шкірятова район був перейменований.

## Нагороди
- три ордени Леніна (6.11.1945,)
- медалі